# كريستين ايبرهاردين من براندنبورغ-بايرويت
كريستينه ايبرهاردينه من براندنبورغ-بايرويت (بالألمانية: Christiane Eberhardine von Brandenburg-Bayreuth)‏ (19 ديمسبر 1671 - 4 سبتمبر 1727)؛ كانت ناخبة ساكسونيا القرينة من 1694 حتى وفاتها؛ وأيضا أصبحت ملكة كومنولوث بولندا-ليتوانيا آسمياً منذ 1697 حتى وفاتها وذلك من خلال زواجها من أوغست الثاني القوي ومع ذلك قدمها لم تطأ المملكة أبداً طوال فترة عهدها التي استمرت ثلاثين سنة، بحيث عاشت في انتخابية ساكسونيا في منفى اختيارية، ولدت كريستينه ايبرهاردينه كمارغرافين ألمانية، كانت لها شعبية هائلة في ساكسونيا بسبب حفاظها على إيمانها البروتستانتي بعد رفضها التحول إلى الكاثوليكية؛ فعلى الرغم من بقاء كريستينه ايبرهاردينه مع حماتها آنا صوفي من الدنمارك على المذهب اللوثرية، إلا أن زوجها وابنها في المستقبل أغسطس الثالث قاموا بتحول إلى الكاثوليكية وذلك لضمان العرش البولندي.

## السيرة الذاتية
كانت كريستينه ايبرهاردينه الطفل الأول لزوجين كريستيان إرنست، مارغريف براندنبورغ-بايرويت وزوجته الثانية صوفي لويز ابنة إيبرهارد الثالث دوق فورتمبيرغ؛ سميت تكريماً لوالدها وجدها لأمها، كان لديها خمسة أشقاء أصغر سناً اثنين منهم وصلوا مرحلة البلوغ، مع ذلك بقيت قريبة من أقاربها في بايرويت بحيث استمرت في زيارتهما حتى بعد الزواج.
تزوجت كريستينه ايبرهاردينه من فريدرخ أوغست دوق ساكسونيا شقيق الأصغر للناخب يوهان غيورغ الرابع في 20 يماير 1693 عندما كانت في الواحد والعشرين عاماً، اعتبر الزواج سياسي بحتاً؛ ومع ذلك اثبت بأنه غير جيد بحيث اعتبر أوغست زوجته بأنها مملة، بينما هي صُدمت بخياناته المتكررة.
وأخيراً بعد ثلاثة سنوات استطعت الناخبة كريستينه ايبرهاردينه انجاب الوريث فريدرخ أوغست في 17 أكتوبر 1694 الذي اعتبر الابن الوحيد لهما طوال رابعة والثلاثون سنة من الزواج، الطفل ترعرع عند جدته آنا صوفي الناخبة-الأرملة؛ لأنها كانت على علاقة جيدة مع حماتها، وأيضا كانت على زيارة متكررة لابنها.
زوجها لاحقاً مع عام 1697 تحول إلى الكاثوليكية ليصبح ملك بولندا، في حين هي بقيت على متعقدها البروتستانتي، ولم تكن حاضرة أثناء تتويج زوجها، ولم توجت كملكة بولندا أبداً، لذلك أطلق عليها رعاياها البروتستانتيين بـ«عماد ساكسونيا».
على مابيدو أنه لم يناقش معها مسائلة ترشيحه لاعتلى العرش البولندي وتحويله إلى الكاثوليكية؛ ومع ذلك بسبب تحويله الذي أدى إلى فضيحة في ساكسونيا اضطر على ضمان الحرية الدينية في ساكسونيا بسبب مذهبه، كان من المتوقع أن تتبعه الناخبة إلى بولندا بعد أن أصبحت الملكة الآن؛ بحيث تفاوض معها من صيف 1697 حتى تتويجه في 15 سبتمبر من نفس العام من أجل المجيء إلى بولندا وتتويج معاً وأيضا إقناعها بالتحول، إلا أنها رفضت ذلك على الرغم من أن والدها وقف إلى جانب الملك في إقناعها، في مارس 1698 ادعاها زوجها بقدوم إلى دانزيغ بحيث كانت تحمي أقلية بروتستانتية كبيرة هُناك وذلك لمقابلة والدها حامل رسالة زوجها واعداً إياها بضمان ببقاء على مذهبها وجلب معها رجل دين بروتستانتي وممارسة إيمانها طالما أن هذا الرجل الدين لا يظهر في الأماكن العامة وأيضا عدم سماح لها بزيارة الكنائس البروتستانتية في الأماكن العامة، وأيضا وافق أوغست على عدم تحويل ابنها الذي كان تحت رعاية والدته إلى الكاثوليكية، ومع ذلك رفضت هذه الشروط وأيضا رفضت أن تتبع والدها من دانزيغ إلى وارسو، ومع ذلك زوجها وقع وثيقة أُخرى في مارس 1698 واعداً إياها بحماية الدينية في دانزيغ وثورن، ولكن ليس علناً، بحيث عاد والدها بهذه الوثيقة إلى درسدن ومحاولاً إقناعها بالذهاب إلى بولندا، ومع ذلك رغم محاولات والمطالب المتكررة من زوجها ووالدها، إلا أنها أصرت على رفضها التام ولم تفعل ذلك طوال فترة حكم أوغسطس، وبذلك لم توج كملكة.
خلال فترة حكم زوجها كان يسافر بالتناوب بين بولندا وساكسونيا، ومع ذلك خلال زياراتها إلى ساكسونيا كانت تظهر معها في المهام الرسمية، إلا أنها عاشت في بلاط خاص منفصل عن زوجها في تورجاو وكان على مقربة من قصر حماتها التي كانت حاضنة ابنها الوحيد وكانتا على علاقة ودية، وأيضا كانت تقوم بزيارات منتظمة إلى أقاربها في بايرويت، وأيضا كانت تزور درسدن أثناء احتفالات الكرنفال وعيد الميلاد، وأيضا استمرت في المشاركة في اجتماعات البلاط طالما كان حضورها مطلوباً، بحيث كان أكبر احتفالات هو زيارة ملك الدنمارك في 1712 وعرس ابنها الوحيد في 1719.
خلال المنفى الاختياري ركزت على الأنشطة الثقافية وأيضا أولت العناية بالأطفال اليتامى، في قصرها قامت أيضا ثقيف بعض أقاربها من بينهم شارلوت من براونشفايغ-فولفنبوتل التي تزوجت وريث العرش الروسي لاحقاً، وأيضا صوفي ماغدالين من براندنبورغ-كولمباخ التي تزوجت من وريث العرش الدنماركي-النرويجي، وشقيقتها صوفي كارولين التي تزوجت أمير فريزلاند الشرقية، وأيضا كانت نشطة في مجال الإقتصاد بحيث قامت بتشغيل مصنع الزجاج في بريتسخ، وأيضا كانت تستمتع بلعبة الورق والبلياردو، وأيضا خلال سنواتها الأخيرة أرادت إنشاء دير بروتستانتي لإناث نبلاء.
كسبت الملكة كريستينه ايبرهاردينه بجانب حماتها بشعبية هائلة في ساكسونيا كرمز لإيمانهما البروتستانتي ضد بولندا الكاثوليكية، بعد خشى البروتستانت من فرض عليهم الإصلاح المضاد؛ وبهذا الدور صورها الوعاظ البروتستانتي على إنها الشهيد البروتستانتي البائس المعزولة في سجن الاختياري بقلعتها المنعزلة؛ وهذا التصوير ظهر بشكل كبير بعد تحويل ابنها الوحيد إلى الكاثوليكي لاحقاً.
توفيت الملكة عن عمر يناهز الخمسة والخمسون عاماً في 4 سبتمبر 1727، ودفنت بعد يومين في كنيسة بريتسخ ولم يكن زوجها ولا ابنها حاضرين أثناء جنازتها، وفي إحياء ذكرى وفاتها قام يوهان سباستيان باخ بتأليف كنتاتا من تأليف يوهان كريستوف جوتشد الذي أُقيم لأول مرة في 15 أكتوبر 1727 في كنيسة جامعة ليبتسك.